# Connad Cerr
Connad Cerr (Connad Leworęczny, Connad mac Conaill) – król Dalriady we wczesnym VII wieku. Był synem Conalla mac Comgaill lub Eochaida Buide z którym współrządził w latach 627-629r.
Pierwsza wzmianka pochodzi z 627 roku, kiedy to odniósł zwycięstwo nad Fiachnae mac Demmáin, królem Ulaid w bitwie pod Ard Corran. Connad zginął w bitwie pod Fid Eóin w 629 r. walcząc przeciwko wojskom Dál nAraidi dowodzonymi przez Máel Caícha
Jego następcą został syn, Ferchar.